# النساء العاملات في مجال رؤوس الأموال الاستثمارية
النساء العاملات في مجال رؤوس الأموال الاستثمارية هن النساء اللاتي يقمن بتزويد الشركات الناشئة بالتمويلات اللازمة من رؤوس الأموال الاستثمارية. تمثل النساء جزءًا صغيرًا (حوالي أقل من 10%) من القوى العاملة بالأسهم الخاصة برؤوس الأموال الاستثمارية. يتم تتبع عدد النساء العاملات في مجال رؤوس الأموال الاستثمارية عن طريق المصدر الأكثر استخدامًا وهو قائمة ميداس والتي قامت مجلة فوربس بنشرها منذ عام 2001.
آنت كامبل وايت هي من أُولى النساء اللآتي أنشئن تلك القائمة، وقد تم اعتبارها كمثال لممارسة التمييز في مجال رؤوس الأموال الاستثمارية. لقد تم ذكر آنت في قائمة ميداس ثلاثة أعوام متتالية منذ عام 2005 وحتى عام 2007. ادّعت آنت أن العديد من الشركات تجاهلت خبرتها الإدارية العُليا في بنك هامبريكت & كويست. بالإضافة إلى اكتشاف أن النساء يُمثلن أغلبية الداعمين الأوليين للتكنولوجيا، فلقد صرح بول جومبرز البروفيسور بكلية هارفارد للأعمال أن النساء مالكات رؤوس الأموال يؤدين أعمالهن باستمرارية وبطريقة حسنة كما يفعل أصحاب رؤوس الأموال الذكور في الشركات الكبيرة التي تضم أكثر من امرأة.
لقد طُرحت العديد من الأسئلة في مقدمة العديد من الفعاليات عن كيفية زيادة الفرص في مجال رؤوس الأموال الاستثمارية للنساء. واحدة من تلك الفعاليات كانت الدعوى القضائية التي رفعتها إلن بو ضد رئيس عملها السابق كلينر بركينز كوفيلد & باير. وهناك فعالية فيل في الوادي وهي عبارة عن دراسة تهدف إلى كشف ممارسة التمييز وقد بدأت تلك الدراسة بالعديد من النساء العاملات بالأعمال التجارية ومن ضمنهم تراسي فاسيللو الشريك السابق بنفس الشركة. وللإعراب عن نقدهم للصناديق القائمة؛ لقد بدأت العديد من النساء صناديقهن الخاصة منذ عام 2007.

## الإحصائيات
لقد وجد تقرير ديانا عن كلية بابسون -وهو عبارة عن دراسة قامت بها مبادرة تعمل على زيادة عدد النساء رائدات الأعمال- أن عدد النساء المشاركات في شركات رؤوس الأعمال الاستثمارية انخفض من 10% في عام 1999 إلى 6% في عام 2014. ولقد وجد أيضًا أن 97% من الأعمال الممولة برؤوس الأموال الاستثمارية يرأسها رؤساء تنفيذين ذكور، وأن الأعمال التي يتكون فريق عملها كله من الذكور تكون لها فرصة التمويل من رؤوس الأعمال الاستثمارية أربعة أضعاف مقارنةً بالأعمال التي يضم فريق عملها امرأة أو أكثر.
أكثر من 75% من الشركات التي يتم تمويلها من رؤوس الأموال الاستثمارية بالولايات المتحدة لم يكن لديها أي امرأة مالكة لرأس مال حتى الوقت الذي تم القيام فيه بالدراسة. لقد وُجد أن جزء كبير من الشركات الممولة برؤوس الأموال الاستثمارية لم يكن لديها أبدًا امرأة تمثلها في إدارة أي شركة من الشركات المندرجة ضمن حافظتها. وعلى سبيل المقارنة، لقد وجدت دراسة لجامعة كاليفورنيا بدافيس -والتي تركز على دراسة الشركات العامة الكبيرة- أن 49.5% من الشركات كان لديها امرأة واحدة في مجلس الإدارة. وعندما تم نشر نتائج تلك الدراسة، لقد رفض بعض قراء سان خوسيه ميركوري نيوز أن يكون التحيز الجنسي هو السبب. وبمتابعة مجلة نيوزويك، لقد تساءلت نينا بيرلي «أين كان كل هؤلاء الناس المستاؤون عندما كان هناك نساء مثل هيدي روزن والتي قامت بنشر حسابات عن صاحب رأس مال استثماري يتحرش بها بينما يناقش الصفقة؟».